# Beata Javorcik
Beata Katarzyna Smarzyńska Javorcik (ur. 19 sierpnia 1971 w Krakowie) – polska ekonomistka, prof. na Wydziale Ekonomii na Uniwersytecie Oksfordzkim. Od września 2019 jest główną ekonomistką Europejskiego Banku Odbudowy i Rozwoju  (EBOiR).

## Życiorys
Beata Smarzynska Javorcik pochodzi z Krakowa. Uzyskała licencjat z informatyki i ekonomii na Uniwersytecie w Rochester (1994) i studiów doktoranckich z ekonomii uzyskując tytuł doktora na Uniwersytecie Yale (1999). Po stażu w Europejskim Banku Odbudowy i Rozwoju (EBOiR) pracowała w Banku Światowym. 
Od 2010 związana jest z Wydziałem Ekonomii na Uniwersytecie Oksfordzkim, a w 2014 została profesorem tej uczelni jako pierwsza kobieta na tym stanowisku. Specjalizuje się w ekonomii rozwoju oraz handlu międzynarodowym. Od 2016 jest kierownikiem programu badań w tym zakresie w londyńskim ośrodku Centre for Economic Policy Research (CEPR). Współpracuje też z monachijskim instytutem CESifo (ifo Institut für Wirtschaftsforschung), a także jest członkiem komitetu wykonawczego i rady Królewskiego Towarzystwa Ekonomicznego.
Beata Javorcik od września 2019 jest główną ekonomistką Europejskiego Banku Odbudowy i Rozwoju (EBOiR). Na czas sprawowania tej funkcji zawiesiła pracę naukową na Uniwersytecie Oksfordzkim. Javorcik jest pierwszą kobietą na tym stanowisku w EBOiR i zajmuje się wspieraniem rozwoju gospodarki rynkowej w 34 krajach Europy Środkowo-Wschodniej, Azji Środkowej i Maghrebu.